# بلمید (تگزاس)
بلمید، تگزاس(به انگلیسی: Bellmead, Texas) شهری در ایالت تگزاس از ایالات جنوبی ایالات متحده آمریکا است. در سرشماری سال ۲۰۰۰، جمعیت این شهر ۹۲۱۴ نفر اعلام شد.